# Constitución de Uruguay de 1934
La Constitución de la República Oriental del Uruguay del año 1934 rigió al pueblo oriental entre el 1 de marzo de 1934 y el 21 de febrero de 1942, fue redactada por la III Asamblea Nacional Constituyente en 1933 y aprobada en las Elecciones legislativas de Uruguay de 1934 surgió como la forma de institucionalizar el régimen de la Dictadura de Terra, instalado por el autogolpe del Presidente Gabriel Terra el 31 de marzo de 1933, y contuvo artículos que buscaban darle solución a la grave crisis financiera y económica que atravesaba el Uruguay en consecuencia del Crac del 29, como la falta de fondos, 200.000 ciudadanos que no recibían jubilaciones, el desempleo, la inflación y la falta de recursos básicos.
Sustituyó a la anterior carta magna vigente desde 1918, inaugurando la llamada "Tercera República" por la propaganda y defensores del régimen terrista, que tomaron el concepto inspirados en los constituyentes de 1918,que apodaron a la nueva institucionalidad como "Segunda República".

## Particularidades
La Constitución se efectuó en el marco del Gobierno de facto de Gabriel Terra (1933-1934), siendo apoyada por los expresidentes Claudio Williman, José Serrato, Juan Campisteguy, algunos de ellos fueron constituyentes y también por el Vierismo, el Riverismo y el sector mayoritario del Partido Nacional, dirigido por Luis Alberto de Herrera.
Por primera vez, el Senado fue electo directamente por los votantes.
No participaron ni los sectores batllistas ni del nacionalismo independiente para no ratificar el golpe de Estado de Terra.
Los derechos de naturaleza social y económica se introducen en Uruguay con la reforma de la Constitución de 1934. Este cambio se enmarca en el pasaje del Estado liberal de Derecho al Estado Social de Derecho. Según análisis jurídicos actuales, la Constitución de 1934 fue innovadora y significó la transformación de la organización y rol del Estado. La protección de bienes jurídicos pioneros referentes al empleo, la vivienda, la educación, la cultura, la seguridad social, la familia, la niñez, los indigentes, etc.
La Constitución de 1934 en Uruguay introduce un cambio radical en la parte filosófica, aquella relativa a los derechos y deberes. Por un lado, incluyó normas donde el Estado asumió un rol activo debiendo brindar apoyo económico o social. Así puede verse cómo se incluyó la actitud del Estado para con la familia, la maternidad, la enseñanza, la vivienda, el trabajo, los sindicatos, la huelga, el derecho obrero, la propiedad intelectual, la riqueza artística e histórica del país y los funcionarios públicos. También incorporó los "deberes": deber de trabajar, cuidar de la salud, educar a los hijos. Pueden verse en relación con los derechos que se incorporaron los artículos: 3, 34, 38, 39, 40, 41, 42, 43, 44, 45, 46, 48, 49, 50, 53, 54, 55, 56, 57, 67 inc. 1.º; 68; 69: 70; 71.
Fue el primer y único texto constitucional de un Estado moderno que haya prohibido la usura. En la Constitución de 1934 se incluye la prohibición de la usura en su artículo 52: “Prohíbese la usura. Es de orden público la ley que señale el límite máximo al interés de los préstamos. Esta determinará la pena a aplicarse a los contraventores”. Sobre esta disposición constitucional, según la opinión de la destacada jurista Dra. Adela Reta, esta disposición sostuvo:

a) Que se trata de una disposición programática que impone al legislador concretar la prohibición de la usura; b) El constituyente quiso asegurarle al individuo el ejercicio de dos derechos fundamentales que reconoce en el mismo capítulo y que son la libertad y la propiedad; c) El legislador deberá adoptar los mecanismos para asegurar el ejercicio de esos derechos por parte del más débil, evitando el exceso que quiebre la debida proporción de las prestaciones en los negocios bilaterales; d) Por ser de orden público no puede ser desconocida por acuerdos entre particulares.

Como legislador, Gabriel Terra fue un pionero en combatir la usura y sus esfuerzos provocaron la primera ley referente a combatir los intereses en 1915, idea que profundizó en su gobierno y dejó para la posteridad en la Constitución en un artículo exclusivo de Uruguay que se mantiene hasta la actualidad.
En la reforma de 1934 en Uruguay se introducen en la Carta los derechos relativos a la educación y la cultura (artículos 68 a 71). Así se establece la libertad de enseñanza y el derecho de los padres a elegir la educación de sus hijos, lo que incluye maestros e instituciones. Se declara obligatoria la enseñanza primaria y media, agraria e industrial. Además, se declara de utilidad la gratuidad de la enseñanza oficial, primaria, media, superior, industrial y artística, y de la educación física, previéndose que se atenderá especialmente la formación del carácter moral y cívico de los alumnos. El Estado en el rol activo debe asumir una acción dirigida a la promoción de la educación y la cultura. Asimismo, se prevé la exoneración de impuestos para instituciones de enseñanza privada y culturales de la misma naturaleza como forma de subvencionar estas acciones, que significan un beneficio para los individuos y ameritan el apoyo estatal.
La Constitución de 1934 elimina la referencia al "gobierno representativo" que se inserta en las Constituciones anteriores y pasa a denominarlo: "gobierno democrático republicano". Su gobierno será ejercido directamente por el Cuerpo Electoral en los casos de elección, iniciativa popular en materia legislativa y constitucional, plebiscito y referéndum e indirectamente por los poderes representativos que establece la Carta.

Hay quienes suelen ver rasgos fascistas en esta Constitución, como por ejemplo la limitación del ingreso de inmigrantes: "en ningún caso el inmigrante adolecerá de defectos físicos, mentales o morales que puedan perjudicar a la sociedad".
La Constitución de 1934 era un texto muy diferente al de 1918, ya que abandonaba el Poder Ejecutivo bicéfalo y a cambio creaba el modelo dúplex. Esta original fórmula establecía que el Poder Ejecutivo sería ejercido por el presidente de la República actuando con un Consejo de Ministros compuesto por el primer mandatario y los titulares de cada una de las carteras. Este formato buscaba favorecer un funcionamiento colegiado del gobierno pese a mantener la presidencia unipersonal. La intención deliberada de los constituyentes fue mantener un espacio institucional dentro del Ejecutivo para que las dos fracciones partidarias que respaldaron el golpe pudieran seguir coparticipando. La nueva Constitución también modificó la composición del Parlamento eliminando la asimetría electoral que le había caracterizado. El Senado estaría compuesto por 30 miembros electos en una circunscripción única nacional para un mandato de cuatro años.
Entre sus principales características, merecen destacarse
- la supresión del Consejo Nacional de Administración, y el retorno al Poder Ejecutivo unipersonal
- la Prohibición de la Usura
- Aumento del Estado sobre la economía con nuevos apartados y artículos para los Entes Autónomos y Servicios Descentralizados, el Contralor del Estado sobre capitales trustificados y Oligopolios
- Derecho a la huelga
- Derecho a la vivienda
- Derecho al trabajo
- Derecho a la salud
- Derecho al alimento
- Derecho de la Protección a la Infancia y la familia
- Igualdad entre ambos sexos
- Voto femenino (que sería por primera vez practicado en las elecciones generales de 1938)
- El Senado "de 15 y 15", ideado para darle automáticamente la mitad de los senadores a cada uno de los dos sectores políticos más votados; cerrando la puerta a la posibilidad de que otros sectores tuviesen representación parlamentaria en la Cámara Alta.
- Creación del cargo de Vicepresidente de la República

También se le da particular relevancia a los Entes Autónomos y Servicios Descentralizados, a los que dedica ya una sección (como será el caso también en las posteriores Constituciones).

## Epílogo
Esta Constitución duró apenas 8 años. En 1942, a raíz del golpe de Estado del presidente Alfredo Baldomir, pronto entrará en vigencia la Constitución de 1942, que derogará el Senado de 15 y 15, tan denostado por sus detractores.

## Legado
Entre los aspectos a destacar de esta Constitución, se menciona la inclusión de aspectos programáticos que perduran hasta el día de hoy, como por ejemplo el reconocimiento del derecho de autor (los cuales siguen teniendo relevancia en el siglo XXI a la luz del comercio electrónico). También se incluyó la protección del derecho al trabajo y a la justa remuneración.